# 桐生市立境野小学校
桐生市立境野小学校（きりゅうしりつ さかいのしょうがっこう）は、群馬県桐生市境野町六丁目にある公立小学校。

## 所在地
- 群馬県桐生市境野町六丁目1616-1

## 学区
- 境野町一丁目～七丁目[1]
- 菱町一丁目

## 学校周辺
- 桐生市立境野中学校
- 渡良瀬川
- 群馬県道・栃木県道67号桐生岩舟線